# Liste der Stolpersteine in Kirchhain
Die Liste der Stolpersteine in Kirchhain enthält die Stolpersteine, die im Rahmen des gleichnamigen Kunst-Projekts von Gunter Demnig in Kirchhain verlegt wurden. Mit ihnen soll an die Opfer des Nationalsozialismus erinnert werden, die in Kirchhain lebten und wirkten.

## Liste der Stolpersteine
| Name                    | Adresse                     | Bild                               | Inschrift | Verlegedatum  | weitere Informationen |
| ----------------------- | --------------------------- | ---------------------------------- | --- | ------------- | --------------------- |
| Helga Plaut             | Am Bahnhof 6 ·              | Stolperstein für Helga Plaut       | Hier wohnte Helga Plaut Jg. 1920 Flucht 1938 USA | 5. Nov. 2016  |                       |
| Julius Plaut            | Am Bahnhof 6 ·              | Stolperstein für Julius Plaut      | Hier wohnte Julius Plaut Jg. 1885 Flucht 1939 USA | 5. Nov. 2016  |                       |
| Selma Plaut             | Am Bahnhof 6 ·              | Stolperstein für Selma Plaut       | Hier wohnte Selma Plaut geb. Moses Jg. 1896 Flucht 1939 USA | 5. Nov. 2016  |                       |
| Meier Wertheim          | Am Markt 3 ·                | Stolperstein für Meier Wertheim    | Hier wohnte Meier Wertheim Jg. 1878 Flucht 1937 Palästina | 5. Nov. 2016  |                       |
| Minna Wertheim          | Am Markt 3 ·                | Stolperstein für Minna Wertheim    | Hier wohnte Minna Wertheim geb. Bachenheimer Jg. 1881 Flucht 1937 Palästina | 5. Nov. 2016  |                       |
| Herbert Wertheim        | Am Markt 3 ·                | Stolperstein für Herbert Wertheim  | Hier wohnte Herbert Wertheim Jg. 1906 Flucht 1935 Palästina | 5. Nov. 2016  |                       |
| Kurt Wertheim           | Am Markt 3 ·                | Stolperstein für Kurt Wertheim     | Hier wohnte Kurt Wertheim Jg. 1908 Flucht 1935 Palästina | 5. Nov. 2016  |                       |
| Walter Wertheim         | Am Markt 3 ·                | Stolperstein für Walter Wertheim   | Hier wohnte Walter Wertheim Jg. 1915 Flucht 1936 Palästina | 5. Nov. 2016  |                       |
| Günther Wertheim        | Am Markt 3 ·                | Stolperstein für Günther Wertheim  | Hier wohnte Günther Wertheim Jg. 1924 Flucht 1937 Palästina | 5. Nov. 2016  |                       |
| Meier Katten            | Am Markt 20 ·               | Stolperstein für Meier Katten      | Hier wohnte Meier Katten Jg. 1862 gedemütigt/entrechtet tot 23.10.1938 | 28. Mai 2018  |                       |
| Rahel Katten            | Am Markt 20 ·               | Stolperstein für Rahel Katten      | Hier wohnte Rahel Katten geb. Schaumberg Jg. 1870 Flucht 1939 England USA | 28. Mai 2018  |                       |
| Adolf Katten            | Am Markt 20 ·               | Stolperstein für Adolf Katten      | Hier wohnte Adolf Katten Jg. 1906 Flucht 1935 USA | 28. Mai 2018  |                       |
| Emil Katten             | Am Markt 20 ·               | Stolperstein für Emil Katten       | Hier wohnte Emil Katten Jg. 1897 Flucht 1939 England USA | 28. Mai 2018  |                       |
| Erna Katten             | Am Markt 20 ·               | Stolperstein für Erna Katten       | Hier wohnte Erna Katten geb. Ziegelstein Jg. 1909 Flucht 1939 England USA | 28. Mai 2018  |                       |
| Inge Katten             | Am Markt 20 ·               | Stolperstein für Inge Katten       | Hier wohnte Inge Katten Jg. 1933 Flucht 1939 England USA | 28. Mai 2018  |                       |
| Siegmund Stern          | Borngasse 6 ·               |                                    | Hier wohnte Siegmund Stern Jg. 1878 unfreiwillig verzogen 1938 Frankfurt Flucht 1939 USA                                                                                        | 8. Dez. 2021  |                       |
| Herta Stern             | Borngasse 6 ·               |                                    | Hier wohnte Herta Stern geb. Jüngster Jg. 1883 unfreiwillig verzogen 1938 Frankfurt Flucht 1939 USA                                                                             | 8. Dez. 2021  |                       |
| Harry Stern             | Borngasse 6 ·               |                                    | Hier wohnte Harry Stern Jg. 1906 unfreiwillig verzogen Flucht Holland interniert Westerbork deportiert 1942 Auschwitz ermordet 14.10.1942                                       | 8. Dez. 2021  |                       |
| Ludwig Stern            | Borngasse 6 ·               |                                    | Hier wohnte Ludwig Stern Jg. 1908 Flucht 1935 USA | 8. Dez. 2021  |                       |
| Ilse Stern              | Borngasse 6 ·               |                                    | Hier wohnte Ilse Stern verh. Hardy Jg. 1912 Umzug 1933 Frankfurt Flucht Belgien 1935 USA                                                                                        | 8. Dez. 2021  |                       |
| Renate Stern            | Borngasse 6 ·               |                                    | Hier wohnte Renate Stern verh. Blumenthal Jg. 1914 Flucht 1938 USA | 8. Dez. 2021  |                       |
| Ascher Stern            | Borngasse 10 ·              | Stolperstein für Ascher Stern      | Hier wohnte Ascher Stern Jg. 1854 gedemütigt/entrechtet tot 18.6.1936 | 28. Mai 2018  |                       |
| Karl Zadok Stern        | Borngasse 10 ·              | Stolperstein für Karl Zadok Stern  | Hier wohnte Karl Zadok Stern Jg. 1876 'Schutzhaft' 1938 Buchenwald ermordet 20.11.1938                                                                                          | 28. Mai 2018  |                       |
| Henriette Stern         | Borngasse 10 ·              | Stolperstein für Henriette Stern   | Hier wohnte Henriette Stern geb. Stern Jg. 1882 Flucht 1939 England USA | 28. Mai 2018  |                       |
| Adolf Baer              | Borngasse 23 ·              |                                    | Hier wohnte Adolf Baer Jg. 1870 Flucht 1938 USA | 8. Dez. 2021  |                       |
| Pauline Baer            | Borngasse 23 ·              |                                    | Hier wohnte Pauline Baer verh. Buchheim Jg. 1897 Umzug Frankfurt Flucht 1934 USA                                                                                                | 8. Dez. 2021  |                       |
| Siegmund Lomnitz        | Brießelstraße 1 ·           | Stolperstein für Siegmund Lomnitz  | Hier wohnte Siegmund Lomnitz Jg. 1874 unfreiwillig verzogen 1939 Bad Nauheim deportiert 1941 Łodz/Litzmannstadt ermordet 13.1.1942                                              | 18. Mai 2017  |                       |
| Bertha Lomnitz          | Brießelstraße 1 ·           | Stolperstein für Bertha Lomnitz    | Hier wohnte Bertha Lomnitz geb. Stern Jg. 1880 unfreiwillig verzogen 1939 Bad Nauheim deportiert 1941 Łodz/Litzmannstadt ermordet 10.5.1942                                     | 18. Mai 2017  |                       |
| Siegfried Lomnitz       | Brießelstraße 1 ·           | Stolperstein für Siegfried Lomnitz | Hier wohnte Siegfried Lomnitz Jg. 1910 Flucht 1936 USA | 18. Mai 2017  |                       |
| Bertha Isenberg         | Brießelstraße 1 ·           | Stolperstein für Bertha Isenberg   | Hier wohnte Bertha Isenberg geb. Katten Jg. 1861 unfreiwillig verzogen 1941 Frankfurt M deportiert 1942 Theresienstadt 1942 Treblinka ermordet                                  | 18. Mai 2017  |                       |
| Sally Ziegelstein       | Brießelstraße 1 ·           | Stolperstein für Sally Ziegelstein | Hier wohnte Sally Ziegelstein Jg. 1881 deportiert 1941 Riga ermordet | 18. Mai 2017  |                       |
| Minna Ziegelstein       | Brießelstraße 1 ·           | Stolperstein für Minna Ziegelstein | Hier wohnte Minna Ziegelstein geb. Isenberg Jg. 1881 deportiert 1941 Riga ermordet                                                                                              | 18. Mai 2017  |                       |
| Ludwig Abt              | Brießelstraße 34 ·          | Stolperstein für Ludwig Abt        | Hier wohnte Ludwig Abt Jg. 1904 deportiert 1942 Theresienstadt ermordet 7.8.1943                                                                                                | 5. Nov. 2016  |                       |
| Julius Stern            | Hindenburgstraße 2 ·        | Stolperstein für Julius Stern      | Hier wohnte Julius Stern Jg. 1883 Flucht 1939 England USA | 28. Mai 2018  |                       |
| Selma Stern             | Hindenburgstraße 2 ·        | Stolperstein für Selma Stern       | Hier wohnte Selma Stern geb. Neugass Jg. 1887 Flucht 1939 England USA | 28. Mai 2018  |                       |
| Heinz Harry Stern       | Hindenburgstraße 2 ·        | Stolperstein für Heinz Harry Stern | Hier wohnte Heinz Harry Stern Jg. 1919 Flucht 1939 England USA | 28. Mai 2018  |                       |
| Hedwig Stern            | Hindenburgstraße 2 ·        | Stolperstein für Hedwig Stern      | Hier wohnte Hedwig Stern Jg. 1920 Flucht 1939 England USA | 28. Mai 2018  |                       |
| Meier Heching           | Hinter der Post 1 ·         |                                    | Hier wohnte Meier Heching Jg. 1874 gedemütigt/entrechtet tot 23.6.1935 | 21. Okt. 2019 |                       |
| Berta Heching           | Hinter der Post 1 ·         |                                    | Hier wohnte Berta Heching geb. Wallach Jg. 1881 unfreiwillig verzogen 1939 Frankfurt Flucht 1941 USA                                                                            | 21. Okt. 2019 |                       |
| Hermann Heching         | Hinter der Post 1 ·         |                                    | Hier wohnte Hermann Heching Jg. 1907 Flucht 1938 Holland USA | 21. Okt. 2019 |                       |
| Margot Heching          | Hinter der Post 1 ·         |                                    | Hier wohnte Margot Heching verh. Oschitzky Jg. 1916 Umzug Trier 1940 deportiert 1942 Ghetto Warschau ermordet                                                                   | 21. Okt. 2019 |                       |
| Juda Rothschild         | Hofackerstraße 11 ·         |                                    | Hier wohnte Juda Rothschild Jg. 1865 unfreiwillig verzogen 1939 Frankfurt Flucht 1941 Kuba USA                                                                                  | 21. Okt. 2019 |                       |
| Felix Rothschild        | Hofackerstraße 11 ·         |                                    | Hier wohnte Felix Rothschild Jg. 1896 Flucht 1936 Brasilien Argentinien | 21. Okt. 2019 |                       |
| Frieda Rothschild       | Hofackerstraße 11 ·         |                                    | Hier wohnte Frieda Rothschild geb. Schamberg Jg. 1870 unfreiwillig verzogen 1939 Frankfurt Flucht 1941 Kuba USA                                                                 | 21. Okt. 2019 |                       |
| Kurt Wolff              | Hofackerstraße 11 ·         |                                    | Hier wohnte Kurt Wolff Jg. 1897 Flucht 1938 USA | 21. Okt. 2019 |                       |
| Gerhard Wolff           | Hofackerstraße 11 ·         |                                    | Hier wohnte Gerhard Wolff Jg. 1933 Flucht 1939 USA | 21. Okt. 2019 |                       |
| Else Wolff              | Hofackerstraße 11 ·         |                                    | Hier wohnte Else Wolff geb. Rothschild Jg. 1904 Flucht 19?? USA | 21. Okt. 2019 |                       |
| Jacob Haas              | Niederrheinische Straße 1 · | Stolperstein für Jacob Haas        | Hier wohnte Jacob Haas Jg. 1880 deportiert 1941 Riga ermordet 3.8.1944 Stutthof                                                                                                 | 18. Mai 2017  |                       |
| Lina Haas               | Niederrheinische Straße 1 · | Stolperstein für Lina Haas         | Hier wohnte Lina Haas geb. Adler Jg. 1885 deportiert 1941 Riga ermordet | 18. Mai 2017  |                       |
| Sophie Haas             | Niederrheinische Straße 1 · | Stolperstein für Sophie Haas       | Hier wohnte Sophie Haas Jg. 1912 Flucht 1934 Belgien USA | 18. Mai 2017  |                       |
| Max Haas                | Niederrheinische Straße 1 · | Stolperstein für Max Haas          | Hier wohnte Max Haas Jg. 1914 Flucht 1938 Kuba USA | 18. Mai 2017  |                       |
| Ludwig Steinhauer       | Niederrheinische Straße 2 · |                                    | Hier wohnte Ludwig Steinhauer Jg. 1876 Flucht 1939 Schweiz | 21. Okt. 2019 |                       |
| Paula Steinhauer        | Niederrheinische Straße 2 · |                                    | Hier wohnte Paula Steinhauer geb. Stern Jg. 1879 Flucht 1939 Schweiz | 21. Okt. 2019 |                       |
| Adolf Schaumberg        | Niederrheinische Straße 3 · |                                    | Hier wohnte Adolf Schaumberg Jg. 1878 unfreiwillig verzogen 1938 Düsseldorf gedemütigt/entrechtet tot 26.12.1938                                                                | 21. Okt. 2019 |                       |
| Fanny Schaumberg        | Niederrheinische Straße 3 · |                                    | Hier wohnte Fanny Schaumberg geb. Heilbrunn JG. 1882 unfreiwillig verzogen 1938 Düsseldorf Flucht 1939 Holland interniert Westerbork deportiert 1943 Sobibor ermordet 16.7.1943 | 21. Okt. 2019 |                       |
| Ernst Schaumberg        | Niederrheinische Straße 3 · |                                    | Hier wohnte Ernst Schaumberg Jg. 1906 Umzug Frankfurt Flucht 1935 Holland interniert Westerbork deportiert 1944 Bergen-Belsen verlorener Zug Tröbitz befreit 23.4.1945          | 21. Okt. 2019 |                       |
| Gertrude Schaumberg     | Niederrheinische Straße 3 · |                                    | Hier wohnte Gertrude Schaumberg verh. Spiegel Jg. 1911 Umzug 1935 Düsseldorf Flucht 1939 Holland USA                                                                            | 21. Okt. 2019 |                       |
| Sannchen Wertheim       | Raiffeisenstraße 11 ·       | Stolperstein für Sannchen Wertheim | Hier wohnte Sannchen Wertheim geb. Edelmuth Jg. 1860 deportiert 1942 Theresienstadt ermordet 19.5.1943                                                                          | 5. Okt. 2015  |                       |
| Adolf Wertheim          | Raiffeisenstraße 11 ·       | Stolperstein für Adolf Wertheim    | Hier wohnte Adolf Wertheim Jg. 1893 deportiert 1942 Majdanek ermordet 22.8.1942                                                                                                 | 5. Okt. 2015  |                       |
| Betty Wertheim          | Raiffeisenstraße 11 ·       | Stolperstein für Betty Wertheim    | Hier wohnte Betty Wertheim geb. Siesel Jg. 1902 deportiert 1942 Sobibor ermordet 3.6.1942                                                                                       | 5. Okt. 2015  |                       |
| Martin Wertheim         | Raiffeisenstraße 11 ·       | Stolperstein für Martin Wertheim   | Hier wohnte Martin Wertheim Jg. 1927 Majdanek ermordet 26.9.1942 | 5. Okt. 2015  |                       |
| Karola Wertheim         | Raiffeisenstraße 11 ·       | Stolperstein für Karola Wertheim   | Hier wohnte Karola Wertheim Jg. 1932 deportiert 1942 Sobibor ermordet 3.6.1942                                                                                                  | 5. Okt. 2015  |                       |
| Juda Moses              | Römerstraße 4 ·             |                                    | Hier wohnte Juda Moses Jg. 1869 gedemütigt/entrechtet tot 14.7.1935 | 8. Dez. 2021  |                       |
| Friederike Moses        | Römerstraße 4 ·             |                                    | Hier wohnte Friederike Moses geb. Stern Jg. 1871 1937 Kassel deportiert 1942 Theresienstadt 1942 Treblinka ermordet                                                             | 8. Dez. 2021  |                       |
| Markus Mayerfeld        | Römerstraße 4 ·             |                                    | Hier wohnte Markus Mayerfeld Jg. 1880 unfreiwillig verzogen 1937 Kassel, 1939 Berlin seit 1943 versteckt überlebt                                                               | 8. Dez. 2021  |                       |
| Bella Mayerfeld         | Römerstraße 4 ·             |                                    | Hier wohnte Bella Mayerfeld geb. Moses Jg. 1902 unfreiwillig verzogen 1937 Kassel, 1939 Berlin 1942 Zwangsarbeit Firma Osram seit 1943 versteckt überlebt                       | 8. Dez. 2021  |                       |
| Horst Gerhard Mayerfeld | Römerstraße 4 ·             |                                    | Hier wohnte Horst Gerhard Mayerfeld Jg. 1926 unfreiwillig verzogen 1937 Kassel Flucht 1938 mit Hilfe Frankreich Resistance 1944 überlebt                                        | 8. Dez. 2021  |                       |
| Manfred Mayerfeld       | Römerstraße 4 ·             |                                    | Hier wohnte Manfred Mayerfeld Fred Field Jg. 1928 unfreiwillig verzogen 1937 Kassel, 1939 Berlin seit 1943 versteckt überlebt                                                   | 8. Dez. 2021  |                       |
| Hugo Strauss            | Römerstraße 13 ·            | Stolperstein für Hugo Strauss      | Hier wohnte Hugo Strauss Jg. 1869 gedemütigt/entrechtet tot 25.1.1942 | 5. Okt. 2015  |                       |
| Johanna Strauss         | Römerstraße 13 ·            | Stolperstein für Johanna Strauss   | Hier wohnte Johanna Strauss geb. Lomnitz Jg. 1885 deportiert 1942 Sobibor ermordet 3.6.1942                                                                                     | 5. Okt. 2015  |                       |
| Jeanette Strauss        | Römerstraße 13 ·            | Stolperstein für Jeanette Lomnitz  | Hier wohnte Jeanette Lomnitz geb. Plaut Jg. 1860 Flucht 1939 England | 28. Mai 2018  |                       |
| Thekla Adler            | Römerstraße 15 ·            | Stolperstein für Thekla Adler      | Hier wohnte Thekla Adler Jg. 1891 deportiert 1941 Riga ermordet | 18. Mai 2017  |                       |
| Levi Plaut              | Steinweg 4 ·                | Stolperstein für Levi Plaut        | Hier wohnte Levi Plaut Jg. 1851 gedemütigt/entrechtet tot 14.3.1935 | 5. Nov. 2016  |                       |
| Sara Plaut              | Steinweg 4 ·                | Stolperstein für Sara Plaut        | Hier wohnte Sara Plaut geb. Stern Jg. 1858 gedemütigt/entrechtet tot 19.12.1933                                                                                                 | 5. Nov. 2016  |                       |
| Adolf Plaut             | Steinweg 4 ·                | Stolperstein für Adolf Plaut       | Hier wohnte Adolf Plaut Jg. 1883 Flucht 1939 England | 5. Nov. 2016  |                       |
| Bella Plaut             | Steinweg 4 ·                | Stolperstein für Bella Plaut       | Hier wohnte Bella Plaut geb. Jonas Jg. 1891 Flucht 1939 England | 5. Nov. 2016  |                       |
| Fritz Plaut             | Steinweg 4 ·                | Stolperstein für Fritz Plaut       | Hier wohnte Fritz Plaut Jg. 1922 Flucht 1938 England Australien | 5. Nov. 2016  |                       |
| Meier Wertheim          | Unterm Groth 23 ·           | Stolperstein für Meier Wertheim    | Hier wohnte Meier Wertheim Jg. 1888 Flucht 1938 USA | 5. Okt. 2015  |                       |
| Alfred Wertheim         | Unterm Groth 23 ·           | Stolperstein für Alfred Wertheim   | Hier wohnte Alfred Wertheim Jg. 1922 Flucht 1938 USA | 5. Okt. 2015  |                       |
| Klara Wertheim          | Unterm Groth 23 ·           | Stolperstein für Klara Wertheim    | Hier wohnte Klara Wertheim geb. Simon Jg. 1895 Flucht 1938 USA | 5. Okt. 2015  |                       |